# Атомная энергетика Франции
Атомная энергетика вырабатывает 70,6 % электроэнергии во Франции. По состоянию на июль 2020 года, Франция имеет 57 действующих промышленных ядерных реакторов суммарной мощностью 61,4 ГВт. По количеству вырабатываемой атомными электростанциями энергии Франция занимает второе место в мире, а по доле атомной энергетики — первое место в мире. Франция является крупнейшим экспортёром электроэнергии в мире.
Франция ведёт активные исследования в области атомной энергетики. Обладает технологиями по производству реакторов, производству и утилизации топлива. Международный экспериментальный термоядерный реактор строится именно во Франции.

## История
Франция стоит у истоков изучения радиации, начиная с открытия радиоактивности Антуаном Беккерелем, и продолженное такими известными учёными как Пьер Кюри и Мария Склодовская-Кюри, их дочерью Ирен Жолио-Кюри и её мужем Фредериком Жолио-Кюри.
После Второй мировой войны в 1945 году был организован Комиссариат атомной энергетики, в задачи которого входила в том числе и разработка атомных реакторов. Некоторое время атомные исследования были в упадке вследствие послевоенной экономической ситуации в стране. Однако в 1950 году была начата программа развития гражданской атомной энергетики, а её побочным продуктом было производство плутония.
Первый промышленный реактор во Франции был подключён к электросети в 1959 году.
К началу 1970-х бо́льшая часть электроэнергии во Франции вырабатывалась из нефти; часть энергии импортировалась. После нефтяного кризиса 1973 года 6 марта 1974 года был анонсирован план реорганизации экономики, включающий ускоренное развитие атомной энергетики вплоть до полного перевода выработки электроэнергии на атомные электростанции. План предусматривал строительство 80 энергоблоков к 1985 году и 170 энергоблоков к 2000 году.
Работы над первыми тремя электростанциями начались в тот же год, и через 15 лет во Франции действовало уже 55 энергоблоков в составе 18 АЭС.

## Экономика
Выработка электроэнергии превышает собственные потребности Франции на 20 %. Излишки идут на экспорт, принося стране около трёх миллиардов евро ежегодно (четвёртая строчка экспорта). Главными покупателями являются Италия (крупнейший импортёр электроэнергии в Европе, большая часть которой идёт из Франции, собственная атомная энергетика запрещена законом), Великобритания, Швейцария и Испания. Возможно, в скором времени к ним добавится Германия, взявшая курс на ликвидацию собственной атомной энергетики.
Розничная цена на электроэнергию во Франции, даже с учётом субсидирования тарифов ветряной и солнечной энергетики, является довольно низкой. Для индустрии средних размеров она составляет 80 % от средней цены по Евросоюзу, для частных клиентов — 50 % от среднего по ЕС (от 1,86 евро за киловатт*час в пиковое время, 0,86 евроцентов в ночное время с 1.00 по 6.00).

## Организация
Оператором реакторов Франции является Électricité de France (EDF)— крупнейшая энергогенерирующая компания Франции и крупнейшая в мире компания-оператор атомных электростанций, 85 % акций которой принадлежит государству.
Созданием и обслуживанием реакторов занимается компания AREVA, организованная в 2001 году путём слияния CEA, Framatome (ныне Areva NP), и Cogema (ныне Areva NC). Главным акционером компании является французский государственный Комиссариат атомной энергетики. Это единственная компания, представленная во всех видах деятельности, связанной с производством ядерной энергии.
6 июля 2022 года Washington Post сообщил о планах французского правительства национализировать EDF, на фоне энергетического кризиса, усугубленного конфликтом на Украине. Washington Post сообщает, что многие из принадлежащих EDF реакторов сталкиваются с техническими и другими проблемами. Постройка новых реакторов «отстает от графика на годы и превышает бюджет на миллиарды».

## Реакторы
Первые 8 реакторов Франции были газоохлаждаемого типа, разработанные CEA. Сегодня все газоохлаждаемые реакторы окончательно выведены из эксплуатации.
Вместе с программой обогащения урана EdF разработало технологию водо-водяных реакторов, ставшую основным типом для французских реакторов. Все действующие реакторы Франции относятся ко второму поколению, и имеют очень высокую степень стандартизации, делясь на три типа:
- два контура и три петли, мощностью 900 МВт (34 реактора)
- два контура и четыре петли 1300 МВт типа P4 (20 реакторов)
- два контура и четыре петли мощностью 1450 МВт типа N4 (4 реактора)

Строительство первого реактора третьего поколения EPR (ядерный реактор) во Фламанвиле задерживается, сталкиваясь с «организационными и экономическими трудностями».

### Список реакторов
| Название             | Тип   | Место                         | Мощность типового реактора, МВт | Электрическая мощность, МВт | Первое подключение к сети | Закрытие   | Статус    |
| -------------------- | ----- | ----------------------------- | ------------------------------- | --------------------------- | ------------------------- | ---------- | --------- |
| BELLEVILLE-1         | PWR   | Бельвиль-сюр-Луар             | 1310                            | 1363                        | 14.10.1987                | —          | Действует |
| BELLEVILLE-2         | PWR   | Бельвиль-сюр-Луар             | 1310                            | 1363                        | 06.07.1988                | —          | Действует |
| BLAYAIS-1            | PWR   | Бро-э-Сен-Луи                 | 910                             | 951                         | 12.06.1981                | —          | Действует |
| BLAYAIS-2            | PWR   | Бро-э-Сен-Луи                 | 910                             | 951                         | 17.07.1982                | —          | Действует |
| BLAYAIS-3            | PWR   | Бро-э-Сен-Луи                 | 910                             | 951                         | 17.08.1983                | —          | Действует |
| BLAYAIS-4            | PWR   | Бро-э-Сен-Луи                 | 910                             | 951                         | 16.05.1983                | —          | Действует |
| BUGEY-1              | GCR   | Сен-Вюльба                    | 540                             | 555                         | 15.04.1972                | 27.05.1994 | Закрыт    |
| BUGEY-2              | PWR   | Сен-Вюльба                    | 910                             | 945                         | 10.05.1978                | —          | Действует |
| BUGEY-3              | PWR   | Сен-Вюльба                    | 910                             | 945                         | 21.09.1978                | —          | Действует |
| BUGEY-4              | PWR   | Сен-Вюльба                    | 880                             | 917                         | 08.03.1979                | —          | Действует |
| BUGEY-5              | PWR   | Сен-Вюльба                    | 880                             | 917                         | 31.07.1979                | —          | Действует |
| CATTENOM-1           | PWR   | Катаном                       | 1300                            | 1362                        | 13.11.1986                | —          | Действует |
| CATTENOM-2           | PWR   | Катаном                       | 1300                            | 1362                        | 17.09.1987                | —          | Действует |
| CATTENOM-3           | PWR   | Катаном                       | 1300                            | 1362                        | 06.07.1990                | —          | Действует |
| CATTENOM-4           | PWR   | Катаном                       | 1300                            | 1362                        | 27.05.1991                | —          | Действует |
| CHINON A-1           | GCR   | Авуан                         | 70                              | 80                          | 14.06.1963                | 16.04.1973 | Закрыт    |
| CHINON A-2           | GCR   | Авуан                         | 180                             | 230                         | 24.02.1965                | 14.06.1985 | Закрыт    |
| CHINON A-3           | GCR   | Авуан                         | 360                             | 480                         | 04.08.1966                | 15.06.1990 | Закрыт    |
| CHINON B-1           | PWR   | Авуан                         | 905                             | 954                         | 30.11.1982                | —          | Действует |
| CHINON B-2           | PWR   | Авуан                         | 905                             | 954                         | 29.11.1983                | —          | Действует |
| CHINON B-3           | PWR   | Авуан                         | 905                             | 954                         | 20.10.1986                | —          | Действует |
| CHINON B-4           | PWR   | Авуан                         | 905                             | 954                         | 14.11.1987                | —          | Действует |
| CHOOZ B-1            | PWR   | Шо                            | 1500                            | 1560                        | 30.08.1996                | —          | Действует |
| CHOOZ B-2            | PWR   | Шо                            | 1500                            | 1560                        | 10.04.1997                | —          | Действует |
| CHOOZ-A (ARDENNES)   | PWR   | Шо                            | 305                             | 320                         | 03.04.1967                | 31.10.1991 | Закрыт    |
| CIVAUX-1             | PWR   | Сиво                          | 1495                            | 1561                        | 24.12.1997                | —          | Действует |
| CIVAUX-2             | PWR   | Сиво                          | 1495                            | 1561                        | 24.12.1999                | —          | Действует |
| CRUAS-1              | PWR   | Крюа                          | 915                             | 956                         | 29.04.1983                | —          | Действует |
| CRUAS-2              | PWR   | Крюа                          | 915                             | 956                         | 06.09.1984                | —          | Действует |
| CRUAS-3              | PWR   | Крюа                          | 915                             | 956                         | 14.05.1984                | —          | Действует |
| CRUAS-4              | PWR   | Крюа                          | 915                             | 956                         | 27.10.1984                | —          | Действует |
| DAMPIERRE-1          | PWR   | Дампьер-ан-Бюрли              | 890                             | 937                         | 23.03.1980                | —          | Действует |
| DAMPIERRE-2          | PWR   | Дампьер-ан-Бюрли              | 890                             | 937                         | 10.12.1980                | —          | Действует |
| DAMPIERRE-3          | PWR   | Дампьер-ан-Бюрли              | 890                             | 937                         | 30.01.1981                | —          | Действует |
| DAMPIERRE-4          | PWR   | Дампьер-ан-Бюрли              | 890                             | 937                         | 18.08.1981                | —          | Действует |
| EL-4 (MONTS D’ARREE) | HWGCR | Локефре                       | 70                              | 75                          | 09.07.1967                | 31.07.1985 | Закрыт    |
| FESSENHEIM-1         | PWR   | Фессенхайм                    | 880                             | 920                         | 06.04.1977                | 22.02.2020 | Закрыт    |
| FESSENHEIM-2         | PWR   | Фессенхайм                    | 880                             | 920                         | 07.10.1977                | 30.06.2020 | Закрыт    |
| FLAMANVILLE-1        | PWR   | Фламанвиль                    | 1330                            | 1382                        | 04.12.1985                | —          | Действует |
| FLAMANVILLE-2        | PWR   | Фламанвиль                    | 1330                            | 1382                        | 18.07.1986                | —          | Действует |
| FLAMANVILLE-3        | PWR   | Фламанвиль                    | 1600                            | 1650                        | 24.12.2024                | —          | Действует |
| G-2 (MARCOULE)       | GCR   | Маркуль                       | 39                              | 43                          | 22.04.1959                | 02.02.1980 | Закрыт    |
| G-3 (MARCOULE)       | GCR   | Маркуль                       | 40                              | 43                          | 04.04.1960                | 20.06.1984 | Закрыт    |
| GOLFECH-1            | PWR   | Гольфеш                       | 1310                            | 1363                        | 07.06.1990                | —          | Действует |
| GOLFECH-2            | PWR   | Гольфеш                       | 1310                            | 1363                        | 18.06.1993                | —          | Действует |
| GRAVELINES-1         | PWR   | Гравлин                       | 910                             | 951                         | 13.03.1980                | —          | Действует |
| GRAVELINES-2         | PWR   | Гравлин                       | 910                             | 951                         | 26.08.1980                | —          | Действует |
| GRAVELINES-3         | PWR   | Гравлин                       | 910                             | 951                         | 12.12.1980                | —          | Действует |
| GRAVELINES-4         | PWR   | Гравлин                       | 910                             | 951                         | 14.06.1981                | —          | Действует |
| GRAVELINES-5         | PWR   | Гравлин                       | 910                             | 951                         | 28.08.1984                | —          | Действует |
| GRAVELINES-6         | PWR   | Гравлин                       | 910                             | 951                         | 01.08.1985                | —          | Действует |
| NOGENT-1             | PWR   | Ножан-сюр-Сен                 | 1310                            | 1363                        | 21.10.1987                | —          | Действует |
| NOGENT-2             | PWR   | Ножан-сюр-Сен                 | 1310                            | 1363                        | 14.12.1988                | —          | Действует |
| PALUEL-1             | PWR   | Палюэль                       | 1330                            | 1382                        | 22.06.1984                | —          | Действует |
| PALUEL-2             | PWR   | Палюэль                       | 1330                            | 1382                        | 14.09.1984                | —          | Действует |
| PALUEL-3             | PWR   | Палюэль                       | 1330                            | 1382                        | 30.09.1985                | —          | Действует |
| PALUEL-4             | PWR   | Палюэль                       | 1330                            | 1382                        | 11.04.1986                | —          | Действует |
| PENLY-1              | PWR   | Сен-Мартен-ан-Кампань и Пенли | 1330                            | 1382                        | 04.05.1990                | —          | Действует |
| PENLY-2              | PWR   | Сен-Мартен-ан-Кампань и Пенли | 1330                            | 1382                        | 04.02.1992                | —          | Действует |
| PHENIX               | FBR   | Маркуль                       | 130                             | 142                         | 13.12.1973                | 01.02.2010 | Закрыт    |
| ST. ALBAN-1          | PWR   | Сен-Морис-л’Эгзиль            | 1335                            | 1381                        | 30.08.1985                | —          | Действует |
| ST. ALBAN-2          | PWR   | Сен-Морис-л’Эгзиль            | 1335                            | 1381                        | 03.07.1986                | —          | Действует |
| ST. LAURENT A-1      | GCR   | Сен-Лоран-Нуан                | 390                             | 500                         | 14.03.1969                | 18.04.1990 | Закрыт    |
| ST. LAURENT A-2      | GCR   | Сен-Лоран-Нуан                | 465                             | 530                         | 09.08.1971                | 27.05.1992 | Закрыт    |
| ST. LAURENT B-1      | PWR   | Сен-Лоран-Нуан                | 915                             | 956                         | 21.01.1981                | —          | Действует |
| ST. LAURENT B-2      | PWR   | Сен-Лоран-Нуан                | 915                             | 956                         | 01.06.1981                | —          | Действует |
| SUPER-PHÉNIX         | FBR   | Крес-Мепьё                    | 1200                            | 1242                        | 14.01.1986                | 31.12.1998 | Закрыт    |
| TRICASTIN-1          | PWR   | Пьерлат                       | 915                             | 955                         | 31.05.1980                | —          | Действует |
| TRICASTIN-2          | PWR   | Пьерлат                       | 915                             | 955                         | 07.08.1980                | —          | Действует |
| TRICASTIN-3          | PWR   | Пьерлат                       | 915                             | 955                         | 10.02.1981                | —          | Действует |
| TRICASTIN-4          | PWR   | Пьерлат                       | 915                             | 955                         | 12.06.1981                | —          | Действует |

См. также список АЭС Франции.

### Модернизация и продление сроков службы
Так как большая часть реакторов Франции была построена в конце 1970-х — начале 1980-х, а первоначальный срок службы реакторов второго поколения планировался в 30 — 40 лет, перед Францией встал вопрос о будущем этих реакторов. Срок службы дважды продлевался на 10 лет в ходе второй и третьей десятилетних инспекций, сопровождающихся отключением реакторов на 4 месяца.
В июне 2010 EdF заявила о планах продления эксплуатации всех существующих реакторов с 40 до 60 лет. Планы включают замену всех парогенераторов (каждый 900 МВт реактор имеет 3 парогенератора, а 1300 МВт реактор — 4) и прочие ремонтные работы общей стоимостью 400—600 миллионов евро на реактор.
В феврале 2014 EdF пробила в парламенте свою программу продления жизни реакторов стоимостью 55 млрд евро. Основная часть программы должна быть выполнена до 2025 года. Программа включает расходы в 15 млрд евро на замену массивных компонентов у всех 58 реакторов, 10 млрд евро на пост-Фукусимские модификации и 10 млрд евро на усиление защиты от внешних воздействий. В программе сказано, что лишь два компонента ядерного реактора невозможно заменить.  Остальные компоненты имеют нормальный срок службы в 25 — 35 лет, и их можно и нужно обновлять и менять. Также говорится, что при продлении службы реактора будут применяться критерии оценки реакторов третьего поколения вне зависимости от того, когда конкретный реактор был построен.

### Экспорт
Прекрасно отлаженный 900 МВт реактор продавался за рубеж:
- 2 в ЮАР
- 2 в Южную Корею
- 2 в Иран (сделка сорвалась в 1979 году по политическим причинам)

На этом же дизайне основан наиболее популярный в Китае реактор CPR-1000 поколения 2+ (6 построено, 13 строятся). Реактор производится в Китае, но у Areva осталась интеллектуальная собственность.
Франция также строит реакторы третьего поколения EPR. Один во Франции, один в Финляндии, два в КНР. Строительство идёт со значительными осложнениями и срывом сроков. Так, текущая планируемая стоимость реактора в Финляндии уже достигла 8,5 миллиардов евро тогда как в контракте была прописана фиксированная цена в 3 миллиарда евро.
Кроме того, совместное предприятие компаний Areva и Mitsubishi Heavy Industries — Atmea, разработавшее водо-водяной реактор 1100 МВт поколения 3+ ATMEA1, имеет контракт на строительство четырёх реакторов в Турции на АЭС в провинции Синоп.

## Топливный цикл
Уран во Франции не добывается, однако французские компании имеют ряд долгосрочных контрактов на рынке урана. Франция импортирует ежегодно 12400 тонн концентрата диоксида урана (10500 тонн урана) для производства электричества. Большая часть поступает от канадского филиала Areva (4500 тонн/год) и Нигера (3200 тонн/год). Также импорт идёт из Австралии, Казахстана и России, в основном, по долгосрочным контрактам.
Обогащение урана для собственных нужд производится целиком в метрополии.
Франция является одной из немногих стран, активно занимающихся переработкой отработавшего ядерного топлива (завод Cogema). Кроме своего отработанного топлива, перерабатывается топливо из Японии и США. Развито производство MOX-топлива, в том числе и для других стран. Например, для США по программе ВОУ-НОУ.
Франция (через свою компанию Areva) активно инвестирует в модернизацию и расширение своих заводов по конвертации, обогащению, производству уранового и МОХ топлива, переработке отработанного уранового, а в скором времени и МОХ-топлива. Складирует компоненты будущего топлива для проектируемых реакторов четвёртого поколения. Расширяет свои долю на топливном рынке, заключая долгосрочные контракты с другими странами, в частности с Японией и Южной Кореей.
Захоронение неперерабатываемых радиоактивных отходов планируется в строящемся во Франции глубоком геологическом захоронении Meuse/Haute Marne.

## НИОКР
Франция активно участвует в разработке реакторов четвёртого поколения, которое идёт по трём направлениям:
- Графито-газовый ядерный реактор
- Реактор на быстрых нейтронах с жидким теплоносителем (натрием)
- Высокотемпературный газоохлаждаемый реактор

У Франции есть обширный опыт использовании реакторов на быстрых нейтронах, полученный на базе собственных исследовательских реакторов Феникс и Суперфеникс.
Реакторы четвёртого поколения позволят существенно расширить топливную базу атомной энергетики, более эффективно сжигать топливо, в том числе и актиниды, минимизировать радиоактивные отходы за счет организации замкнутого ядерно-топливного цикла.
Международный экспериментальный термоядерный реактор строится на юге Франции в исследовательском центре Кадараш.